# Adelphicos latifasciatum
Espèce
Synonymes
- Adelphicos latifasciatus Lynch & Smith, 1966

Statut de conservation UICN

 DD  : Données insuffisantes
Adelphicos latifasciatum  est une espèce de serpents de la famille des Dipsadidae.

## Répartition
Cette espèce est endémique de l'État d'Oaxaca au Mexique. Elle se rencontre dans la Sierra de los Chimalapas.

## Publication originale
- Lynch & Smith, 1966 : New or Unusual Amphibians and Reptiles from Oaxaca, Mexico, II. Transactions of the Kansas Academy of Science, vol. 69, no 1, p. 58-75.